# Bheemarauthanahalli, Dod Ballapur
Bheemarauthanahalli là một làng thuộc tehsil Dod Ballapur, huyện Bangalore Rural, bang Karnataka, Ấn Độ.